# 아트로키랍토르

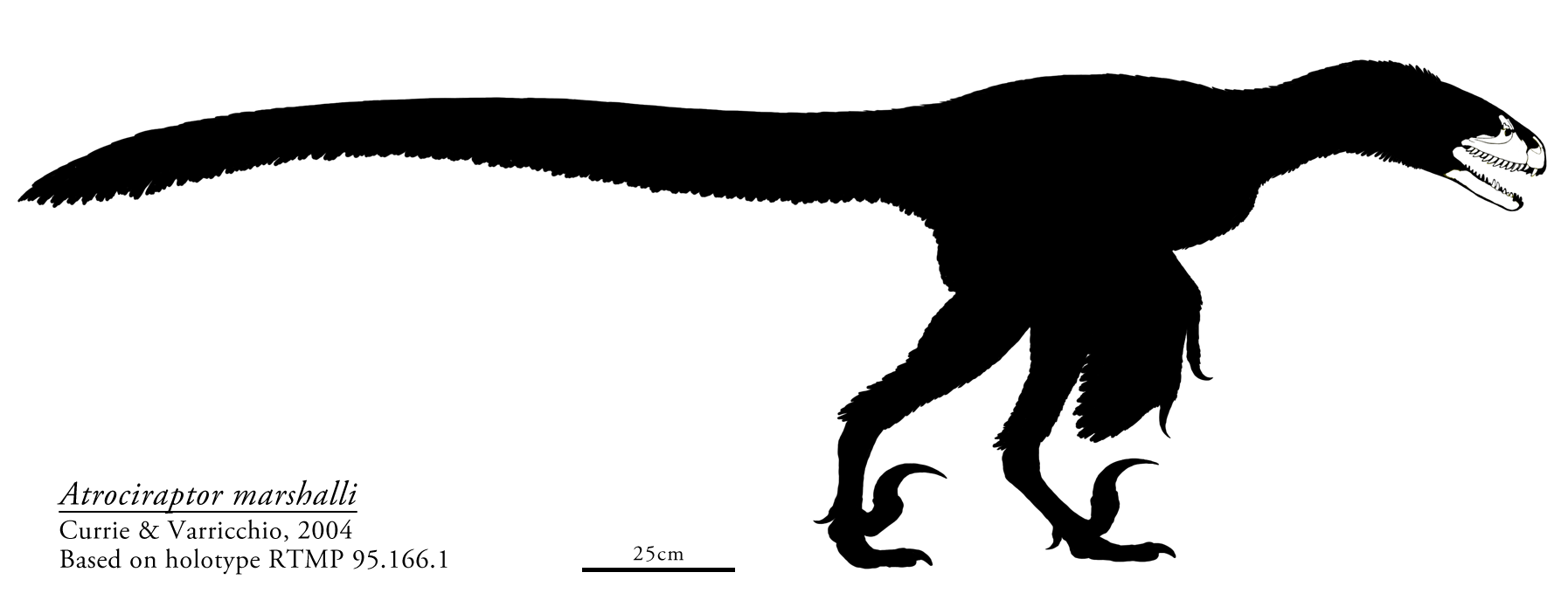
Atrociraptor marshalli

아트로키랍토르(Atrociraptor)는 백악기 후기 마스트리히트절 초반 캐나다의 앨버타에 서식했던 드로마에오사우루스과 공룡이다. 속명의 의미는 '사나운 약탈자' 또는 '야만적인 약탈자'이며, 모식표본의 발굴자인 웨인 마셜의 이름에서 따왔다.
드로마에오사우루스과 전체가 새와 아주 가까운 관계이고 그에 속한 많은 공룡들로부터 깃털의 흔적이 발견되었으므로, 아트로키랍토르 역시 전신이 풍성한 깃털로 덮여있었을 것이라고 추정된다.

## 발견
현재 발견된 화석이 두개골 일부와 이빨밖에 없어서 이를 제외하고는 알려진 것이 많지 않지만, 몸길이는 약 2m 정도에 몸무게는 15kg 정도에 달하는 공룡이라고 추정된다. 특이하게도 두개골이 다른 드로마에오사우루스과 공룡들과 비교해서 유난히 높고 짧았기에 무는 힘이 상당히 강력했을 것으로 보인다. 이빨들은 크기는 저마다 달랐지만 모두 거의 같은 형태를 띄고 있었다.
또한 드로마에오사우루스과 공룡들의 이빨에는 살점을 찢기 편하도록 톱날 모양의 구조가 있는데, 아트로키랍토르는 이 톱날 구조의 크기가 이빨에 비해 아주 컸다. 미국의 공룡학자인 그레고리 폴은 아트로키랍토르가 정말로 강력한 치악력을 지녔다면 다른 드로마에오사우루스과 공룡들에 비해 무는 방식으로 사냥감을 제압했을 것이라고 보고 있다. 발견 당시에는 벨로키랍토르목로 분류되었지만 현재는 사우로르니톨레스테스목로 분류된다.